# Gerhard Seiler
Gerhard Seiler (* 21. Oktober 1930 in Karlsruhe; † 1. Juli 2025) war ein deutscher Politiker (CDU). Er war von 1986 bis 1998 Oberbürgermeister von Karlsruhe. Seiler war Professor für Volkswirtschaftslehre und Finanzwissenschaft.

## Leben

### Beruflicher Werdegang
Seiler promovierte 1958 an der Wirtschaftshochschule Mannheim (heute Universität Mannheim) mit Annahmen und Aussagen eines ökonometrischen Konjunkturmodells, seine Habilitationsschrift (Karlsruhe 1972) trägt den Titel: Optimierungsprobleme der kommunalen Investitionsplanung. Nach Lehrtätigkeiten an der Fakultät für Wirtschaftswissenschaften der Universität Karlsruhe wurde ihm 1972 der Titel Professor verliehen, 2005 die Ehrendoktorwürde der Universität.
Seiler war seit 1959 in seiner Heimatstadt als Hafendirektor, Stadtkämmerer, von 1977 bis 1983 als Bürgermeister und von 1983 bis 1986 als Erster Bürgermeister bedienstet. 1986 wurde er zum ersten und 1994 zum zweiten Mal zum Oberbürgermeister der Stadt Karlsruhe gewählt. Zum Ausscheiden aus seinem Amt als Oberbürgermeister 1998 wurden ihm das Große Bundesverdienstkreuz und die Ehrenbürgerschaft von Karlsruhe verliehen. Als neuer Oberbürgermeister wurde sein Parteikollege Heinz Fenrich gewählt. Ab 2005 war Seiler überdies Ehrenbürger des Karlsruher Instituts für Technologie (KIT).
Von 1980 bis 1984 war Seiler Abgeordneter des baden-württembergischen Landtages. 1995 wurde er für zwei Jahre zum Präsidenten des Deutschen Städtetags gewählt.

### Präsident des Karlsruher SC
Der KSC-Präsident Detlef Dietrich erklärte in einer außerordentlichen Mitgliederversammlung am 22. Februar 2002 seinen Rücktritt. Der KSC stand vor der Insolvenz. Am 27. Februar erklärte sich Gerhard Seiler bereit, die Führung als Notpräsident zu übernehmen und rettete durch seine politischen und wirtschaftlichen Kontakte den KSC vor dem finanziellen Aus. Am 27. November 2002 wurde Hubert Raase mit 293 zu 25 Stimmen als Nachfolger von Präsident Gerhard Seiler, der aus gesundheitlichen Gründen zurücktrat, gewählt.

### Familie
Er war von 1957 bis zu seinem Tod verheiratet und hatte vier Kinder.